# 角兵衛獅子

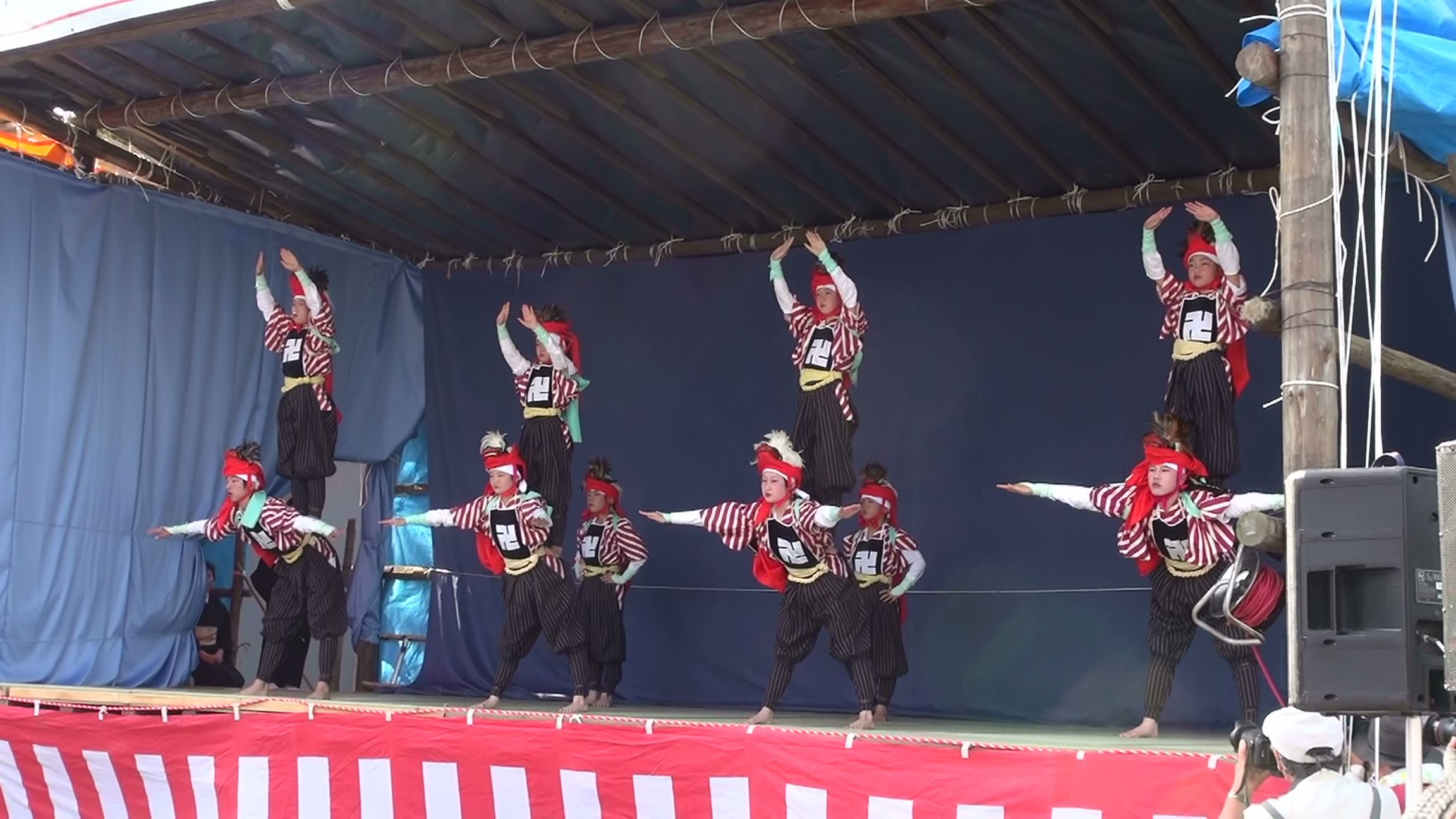
月潟まつりでの上演（2012年）

角兵衛獅子（かくべえじし）は、新潟県新潟市南区月潟（旧西蒲原郡月潟村）を発祥とする郷土芸能。越後獅子（えちごじし）もしくは蒲原獅子（かんばらじし）とも呼ばれる。

## 特色
児童が中心として演じる獅子舞の大道芸である。獅子舞は7歳以上、14-15歳以下の児童が、しま模様のもんぺと錏（しころ：兜（かぶと）の鉢の左右から後方に垂れて頸を覆うもの）の付いた小さい獅子頭を頭上に頂いた格好で演じる。獅子頭の毛には鶏の羽根が用いられ、錏には紅染の絹の中央に黒繻子があしらわれている。
人員構成は、かつては獅子舞4人、笛吹き1人、太鼓1人の計6名（これより少ないと定めの曲ができない）であったが、後に獅子舞2人、笛吹き兼太鼓の3人が増えて9名となった。このうち、笛吹きまたは太鼓打ちを「親方」と呼ぶ。親方は曲名を言い、掛け声調子を取り、獅子舞はその指示に従って芸を演じる。その演目には曲数が多く、諸侯のお召しをこうむって庭前に伺候して演じる時は若君や姫君の御意をかたじけなくし、その獅子舞は人数が多く、獅子頭から衣裳に至るまで美を粧うふうであったという。

## 歴史

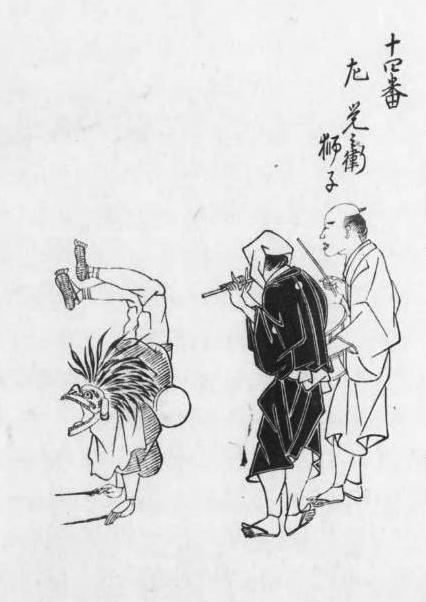
角兵衛獅子
石原正明『江戸職人歌合』片野東四郎、明治時代

越後獅子が江戸に来たのは宝暦5年（1755年）のことで、諸侯へ召し出されて獅子冠を演じた親方が角兵衛であったから角兵衛の獅子、角兵衛獅子となったともいう。信濃川中流部の中ノ口川沿岸の農民角兵衛が毎年の凶作や飢饉から村人を救うため、獅子舞を創案した。
江戸後期の風俗百科事典『嬉遊笑覧』には「越後獅子を江戸にては角兵衛獅子といふ。越後にては蒲原郡より出づるに依りカンバラ獅子といふとぞ、角兵衛獅子は、恐らくは蒲原獅子の誤りならむ」とある。
『江戸府内絵本風俗往来』には、2代目歌川広重が宣重と号した頃の逸話として「宣重の絵の一度出板あるや、非常なる好評を得しかば、師の広重はその名を宣重に譲りて2代目広重と改めしめたり。惜しむらくは、その錦絵今は絶えて見しことなく、故にその曲名を記すこと能はざるなり」と嘆く様子が記されている。親方がどのような曲目を口上するのか不明であったので、越後獅子の錦絵三丁物を出すのに曲名で容易ではない苦労をしたという。1892年6月、角兵衛獅子のたまり場は東京小石川柳町で、親方は23人であった。『娯楽業者の群』（1923年）によると、洪水に悩まされた月潟村（新潟県西蒲原郡）の者が堤を造る費用を得るために、子供に越後の獅子踊りをさせて旅稼ぎをさせたのが始まりで、江戸時代には、越後から親方が連れて各地を訪れていたが、大正時代の東京では、東京に定住した新潟出身者が行なっていたという。

### 衰退と消滅
大道芸としては明治時代に衰退してゆく。文明開化や義務教育の定着などの社会の意識の変化により、児童に対して親方と呼ばれる大人が鞭を用いた体罰で芸を仕込むことや学校にも通わせないことに対する嫌悪感が生まれ、次第に忌避の対象となっていった。明治中期の東京では、小石川柳町が角兵衛獅子の棲家で、2 - 3人の親方が貧しい家の子を4 - 5歳のうちに4 - 5円で買い取り、体を柔らかくするために酢を飲ませたり、棍棒や分銅を使って稽古をさせるなどしており、その扱いが残酷であるとして警視庁から新たな子供を加えてはいけないという禁止令が出され、次第に数が減っていった。明治末期の1910年にロンドンで開かれた日英博覧会には、日本を代表する大道芸として他の芸人らとともに2名の角兵衛獅子が参加した。

### 復活と伝承
1936年（昭和11年）、青柳良太郎らによって角兵衛獅子保存会が結成され、月潟の芸妓によって角兵衛獅子が復活される。
一方で、1933年（昭和8年）には児童虐待防止法が制定され、児童を使った金銭目的の大道芸そのものが禁止された。他の地域の者たちから「月潟」＝「獅子」＝「人買い」という謗りを受けることが多かった地元の村人たちにとって、この芸能は恥であり、郷土芸能としての保存に積極的ではなかった。そのため、多くの道具や衣装などの資料はこの時期に廃棄されている。
1959年（昭和34年）、本来の形態である子供たちによる郷土芸能として復活した。現在では、地元の夏祭りである月潟まつり（角兵衛地蔵尊祭）などで地元中学生らによって演じられている。
2013年（平成25年）4月15日には新潟市無形民俗文化財に指定された。

## ギャラリー

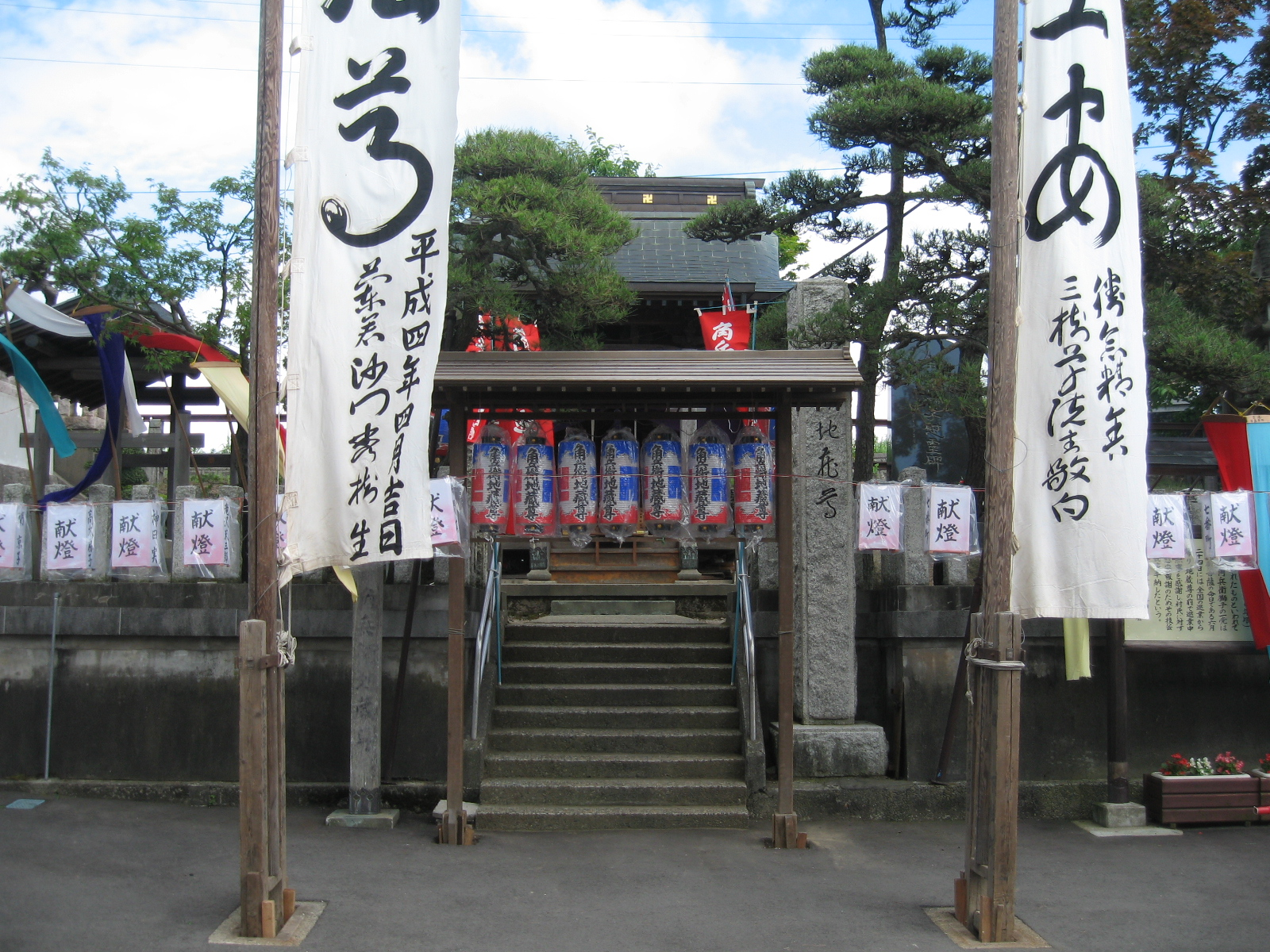
角兵衛地蔵尊
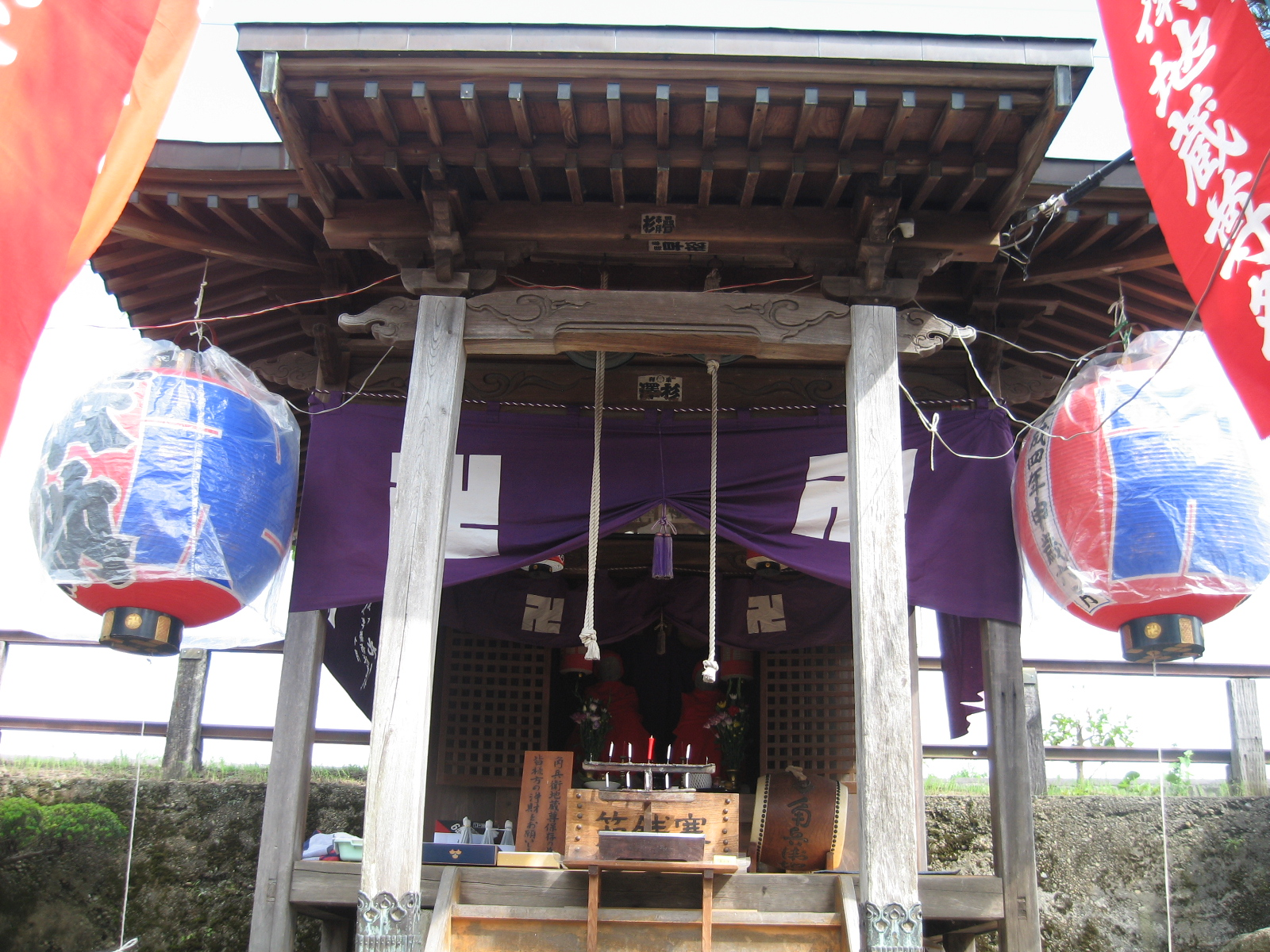
角兵衛地蔵尊
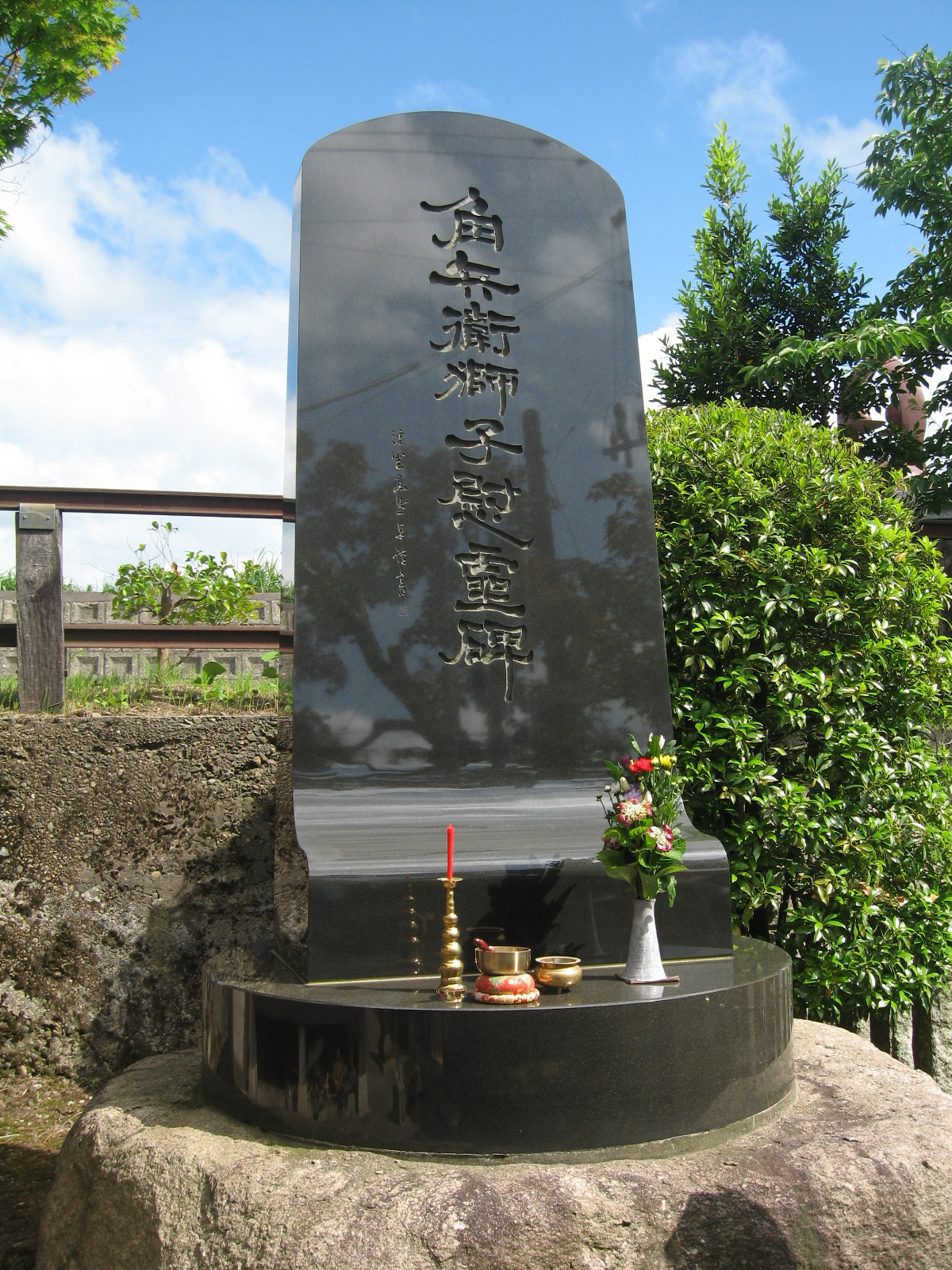
角兵衛獅子慰霊碑

## 角兵衛獅子を題材とした作品

### 舞踊
- 越後獅子
- 角兵衛

### 楽曲
歌謡曲
越後獅子は歌謡曲にもなっており（『越後獅子の唄』 西條八十作詞、万城目正作曲）、美空ひばりその他が唄った。『越後獅子の唄』（1950年）は美空ひばりが越後獅子の少年を演じて主演した松竹映画『とんぼ返り道中』（1951年）の挿入歌としてヒットし、映画と歌が好評であったことから、再び彼女が越後獅子の少年を演じる映画『鞍馬天狗・角兵衛獅子』と挿入歌『角兵衛獅子の唄』（西條八十作詞、万城目正作曲）が1951年に発表された。
西洋音楽
プッチーニが「蝶々夫人」でこの曲の旋律を使用している。また、ロシアの作曲家セルゲイ・プロコフィエフは、大正7年（1918年）の日本滞在中に覚えた越後獅子の旋律を彼の代表作のひとつである『ピアノ協奏曲第3番』の最終楽章に転用したといわれる。

### 小説
- 『蝙蝠の如く』 有島生馬、1913年 - 角兵衛獅子の芸人として幼少時に海を渡った男の数奇な人生を描いた作品である。
- 『鞍馬天狗 (小説)』大佛次郎、1927年 －　シリーズ中の長編の一作に「角兵衛獅子」があり、作中登場した獅子舞の一人杉作はその後のシリーズにも登場している。

### 詩歌
- 『越後獅子』竹久夢二、1913年 - 『どんたく 絵入り小唄集』所収

## 資料映像
- 「懐かしき大道芸」（昭和51年4月公開） - 中日ニュース1161号（動画）・中日映画社